# Francisco Russo (cantante)
Francisco Russo (Asunción, 17 de junio de 1965) es un compositor, cantante y músico paraguayo del folclore nacional, conocido popularmente como «el juglar del heroísmo paraguayo». Realiza presentaciones en la televisión y también en festivales culturales a nivel nacional e internacional.

## Biografía
Nació el 17 de junio de 1965. Inició sus estudios de guitarra a los 5 años, y a los 6 años comenzó a hacer presentaciones en público. En el Seminario Salesiano «Don Bosco» de Ypacaraí, bajo la dirección de Alfredo Medina, primero; y de Armando Massarino, después; cursa las clases de piano, teoría musical y solfeo. Luego integra la banda del seminario, donde aprende a ejecutar el flautín, la trompeta y el trombón, mostrando de esta manera aptitud y versatilidad con los instrumentos. En ese mismo lapso forma parte de la orquesta del colegio como primera guitarra, lo cual lo ayudó a descubrir la habilidad para el punteo y el trabajo en grupo con otros músicos.
Continúa las prácticas con la guitarra criolla. Poco a poco se orienta a seguir una carrera musical como solista y en ese lapso inicia sus estudios sobre otros idiomas. Comienza a cantar en inglés y en alemán, que con el tiempo logró adquirir una facilidad para la asimilación de otros idiomas. Mientras cursa el bachillerato, y bajo la dirección de la profesora de canto Ana María Barrios, realiza las presentaciones estudiantiles en diferentes eventos musicales. En estas presentaciones escolares Russo lograba obtener el primer premio de manera absoluta.
En 1983 viaja por primera vez en el extranjero. Viajó a Buenos Aires, y luego a Santa Cruz de la Sierra, ciudades donde sobresalió como solista de guitarra y canto, en diferentes contratos de carácter privado. En Brasil tuvo la oportunidad de incursionarse musicalmente, país que le permitió actuar como solista en un importante centro hotelero en el balneario Camboriú. A raíz de esto adquiere experiencias y logra ampliar su repertorio académico, su facilidad en el manejo de idiomas y su compenetración con otras culturas.
En la década de 1990 llega a Europa, instalándose por casi 4 años en París. En 1997 participó en el «Festival Internacional de los Jóvenes Estudiantes» en carácter de invitado especial para el evento, en La Habana. En aquel festival cubano, unos 11.000 delegados de más de 130 países vieron su espectáculo. Bajo el sello de CC Producciones, en 1999 lanza su primer material discográfico denominado «Canto Al Mas Allá – Francisco Russo canta a Teresita Torcida» con temas inéditos de la desaparecida actriz, escritora, conductora y periodista. Posteriormente, lanza «De Mi País – Francisco Russo, Sentimiento y Pasión», con arreglos del músico Luis Álvarez, el cual se trata de interpretación musical de autores nacionales que incluye una canción inédita de su autoría «Pedro Juan Caballero».
Hizo presentaciones en las ciudades coreanas de Seúl, Suwon y Koyan, como invitado especial por parte de las autoridades locales, amén de gestiones del embajador paraguayo en el país asiático. En los festivales surcoreanos participaron unas 15.000 personas. En 2000 realizó otra presentación ante un público multitudinario, en el Festival del Tacuare’e. En aquel mismo año participó del Festival del Ñandutí donde estrenó una composición suya denominada «Canto a Itauguá», que fue galardonada con una mención de honor.
En 2005 se unió al grupo «Los Nuevos Troveros» con exintegrantes del legendario «Troveros De América». En 2006 forma y dirige un nuevo cuarteto musical denominado «X Siempre», que lo llevó a hacer presentaciones en el Teatro Municipal el 2 de julio, paralelamente al nuevo material discográfico que estaba grabando, cuyo disco incluía dos temas inéditos de su autoría. En agosto de 2006 viaja a Curitiba con la delegación cultural del Ministerio de Cultura. El Director de Cultura de la Provincia de Formosa lo invitó a participar del Festival del Chamamé en Formosa, en compañía de los músicos Nicolasito Caballero y Neneco Orrego. En 2008 graba otro material discográfico titulado «Rumbo a la Estación», que contiene once temas inéditos de su autoría, cuya presentación del álbum fue realizada en octubre del mismo año en un recital realizado en el Centro Paraguayo Japonés, acompañado de una orquesta dirigida por Luis Álvarez. En febrero de 2009 comparte escenario con «Opus 4» y «Teresa Parodi» en el festival de la tradición misionera de Santiago, con la participación de unos 20.000 espectadores.
Francisco canta en castellano, guaraní, portugués, inglés, italiano y francés. Llegó a recorrer una veintena de países. En 2018 presentó su disco «A los pueblos de mi patria», el cual incluye dos composiciones suyas y trece interpretaciones. Russo afirma que su labor musical se basa en recuperar el sentido de pertenencia e identidad nacional, un compromiso que implica mantener vivas las memorias de los próceres y en honor a los músicos que cultivaron el folclore paraguayo, bajo la premisa de rememorar las raíces culturales.

## Discografía
- «Canto al más allá» (canción dedicada a Teresita Torcida, 1999)
- «Rumbo a la estación» (2008)
- «A los pueblos de mi patria» (2018)

## Obras destacadas
- «Pedro Juan Caballero»
- «Una carta para papá»
- «Canto a Itauguá»
- «Himno de Forever Living Products»
- «La marcha del Club Libertad»
- «Canto a José Luis Chilavert»

## Reconocimientos y galardones
Fue galardonado y reconocido en diversos festivales del Paraguay. Ganó el Ñandutí de Oro en las ediciones 2008 y 2009, obtuvo el Poncho Para'i en 2010, y en 2011 recibió la Medalla Bicentenario Educativo por parte del Viceministerio de Culto. El Congreso Nacional lo reconoció como personalidad destacada en el ámbito artístico y cultural. El Comando de Instituto Militar de Enseñanza del Ejército le otorgó una medalla por su aporte al fortalecimiento de la identidad nacional. El Ateneo de Lengua y Cultura Guaraní lo certificó como «Guaraní angirú», amigo del avañe'e. El Instituto Superior de Lenguas de la Facultad de Filosofía de la Universidad Nacional de Asunción le galardonó por la difusión del idioma guaraní a través del arte musical.